# Битка за Нову Британију
Битка за Нову Британију (енгл. New Britain campaign), вођена од 15. децембра 1943. до 29. фебруара 1944, била је савезничка победа током рата на Пацифику.

## Позадина
Бизмарков архипелаг у западном делу Тихог океана (североисточно од Нове Гвинеје) чине острва Нова Британија, Нова Ирска, Лавонгај и многа мања, међу којима су и Адмиралитетска острва. У свом надирању кроз Тихи океан, Јапанци су из своје базе на острву Трук предузели 23. јануара 1942. десантну операцију и заузели Рабаул на Новој Британији и Кевијенг на Новој Ирској, који су браниле слабе аустралијске снаге. Тим су практично овладали читавим архипелагом са кога су усмерили операције ка Соломоновим острвима, а потом и према Новој Гвинеји, да би се преко Буне докопали Порт Морзбија, главне савезничке луке на Новој Гвинеји.
Крајем 1943. савезници су предузели операцију чишћења Бизмарковог архипелага. Након заузимања лука Буне, Лае и Саламауе на Новој Гвинеји, операција је усмерена на заузимање западног дела Нове Британије, одакле су јапанске ваздушне снаге угрожавале важне пролазе Демпјер (енгл. Selat Dampier) и Витјез (енгл. Vitiaz Strait). Ове пролазе Јапанци су настојали да контролишу по сваку цену, па су још у јануару и марту 1943. упутили из Рабаула два конвоја: први је успео да се пробије до луке Лае, а други је уништила савезничка авијација -  делом у Бизмарковом мору, а делом источно од Саламауе. После овог пораза Јапанци су превозили појачања на Нову Гвинеју само мањим бродовима и подморницама. Да би овладали пролазима Демпјер и Витјез, савезници су продрли дуж северне обале Нове Гвинеје и предузели десантне операције на Нову Британију.

## Битка

### Јапанске снаге
Нову Британију бранила је јапанска 17. армија (јачине око 90.000 људи) углавном груписана око Рабаула. На западном делу Нове Британије била је 63. пешадијска бригада (око 8.000 људи): 53. пешадијски пук бранио је рт Глостер (енгл. Cape Gloucester, на коме је била главна ваздухопловна база), 141. пешадијски пук (без једног батаљона) обалу од Ајсеге (енгл. Aisega) од теке Итни, а 1 батаљон 141. пешадијског пука (око 1.000 људи) аеродром Араве (енгл. Arawe).

### Први амерички десант
Америчка борбена група Директор (112. коњички (оклопни) пук и 148. артиљеријски дивизион), после ваздушне припреме и уз бродску артиљеријску подршку, искрцала се 15. децембра 1943. код Араве и претрпела осетне губитке. заузела је разорени аеродром, али на себе није првукла јапанске резерве, па је у бирби за Глостер остала неактивна.

### Други десант
Други амерички десант извршен је 26. децембра у 7 часова и 30 минута снагама 1. дивизије морнаричке пешадије, са 32. пешадијском дивизијом у резерви, ради заузимања аеродрома Глостер који је бранило 7.500 јапанских војника. Америчке главне снаге, 1. пешадијски пук (без 2. батаљона) и 7. пешадијски пук, искрцале су се на одсеку од рта Глостер до залива Борген (енгл. Borgen Bay), а помоћне (2. батаљон из 1. пешадијског пука) код Тавалија (енгл. Tauali). 5. пешадијски пук задржан је у резерви на Новој Гвинеји. Све искрцане снаге, осим 1. пешадијског пука (без 2. батаљона), који је предузео напад у правцу аеродрома, остале су неактивне. Јапанци су упорно бранили аеродром, а истовремено су са 141. пешадијским пуком вршили притисак на амерички 7. пешадијски пук. Американци су због тога 29. децембра искрцали 5. пешадијски пук, који је са 1. пешадијским пуком уз подршку тенкова 30. децембра заузео аеродром.

### Освајање западног дела острва
Тешке борбе у којима су савезници овладали западним делом Нове Британије трајале су до 31. децембра. Јапанци су се повукли према заливу Борген. Борбе у рејону овог залива водили су амерички 5. и 7. пешадијски пук до 16. јануара 1944, када је, најзад, престао јапански отпор. Борбена Група А (5. пешадијски пук) искрцала се 6. марта на полуострво Вилоумез (енгл. Willaumez) код Волупаја (енгл. Volupai), сломила јапанске браниоце (1. батаљон из 54. пешадијског пука) и после продора кроз џунглу заузела аеродром Таласеа. Тиме су завршене борбе на западном делу Нове Британије.

## Последице
Јапанци су у борбама од 26. децембра 1943. до 16. јануара 1944. имали 3.100 погинулих, 722 рањена и 10 несталих војника.
Упркос победи савезника, јапанске снаге у Рабаулу (око 100.000 војника) као и око 300 оперативних авиона на Бизмарковом архипелагу и даље су угрожавали како савезничко надирање дуж северне обале Нове Гвинеје, тако и пролазе Демпјер и Витјез. Тек после офанзиве америчког ваздухопловства са Соломонових острва против јапанских аеродрома и, нарочито, после напада америчких носача авиона на острво Трук 17. фебруара 1944, Јапанци су повукли и последње ваздухопловне снаге из Рабаула. То је омогућило савезницима да успешно наставе дејства. Искрцавањем на Адмиралитетска острва (29. фебруара 1944), јапанске снаге у Рабаулу су заобиђене. Одсечене, остале су неактивне све до 6. септембра 1945, када су се предале команданту аустралијске 1. армије, генералу Вернону Стердију (енгл. Vernon Srurdee).